# Schopfige Kreuzblume
Die Schopfige Kreuzblume (Polygala comosa), auch Schopf-Kreuzblümchen genannt, ist eine Pflanzenart aus der Gattung Kreuzblumen (Polygala) innerhalb der Familie der Kreuzblumengewächse (Polygalaceae).

## Beschreibung

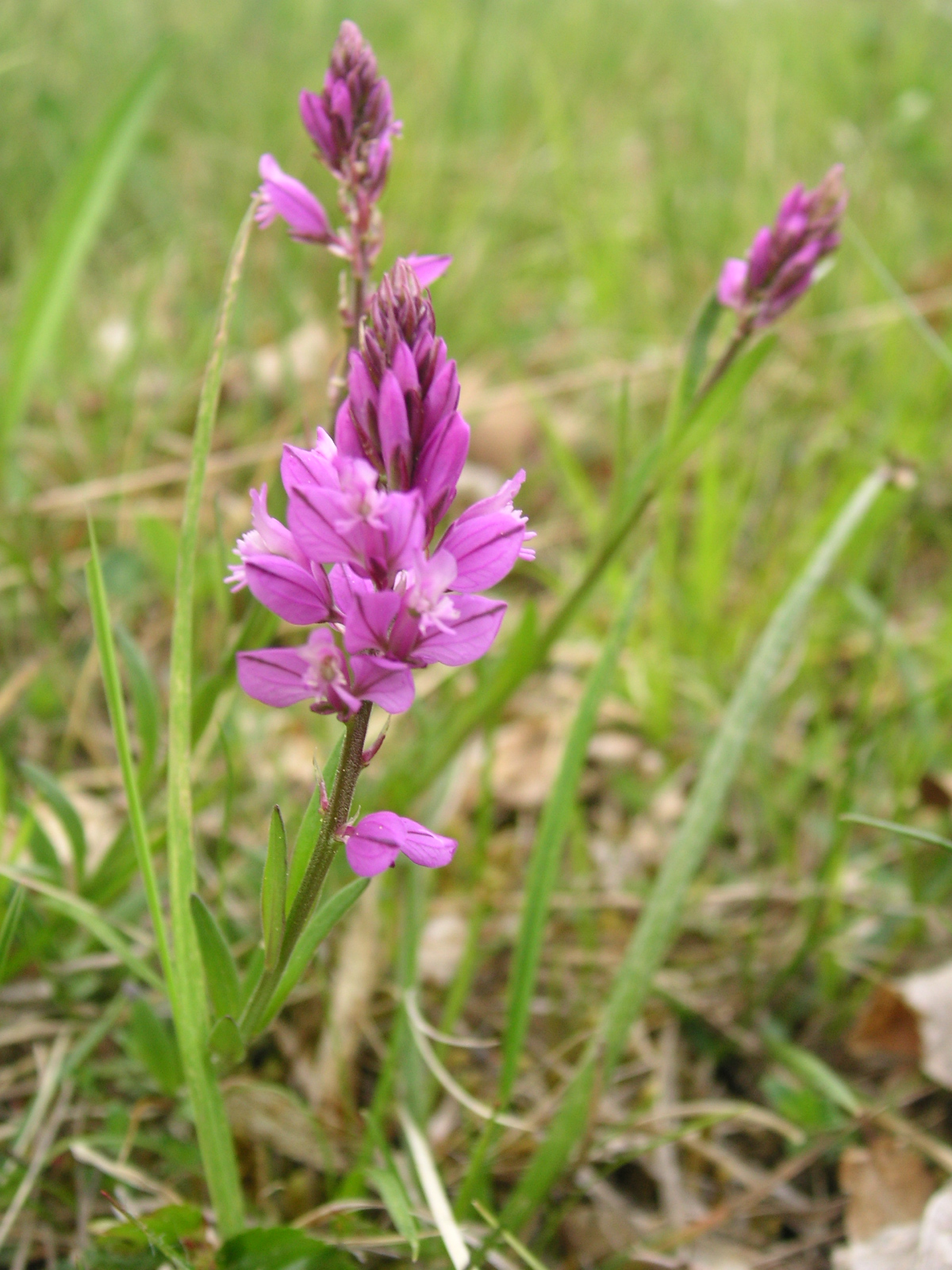
Blütenstand

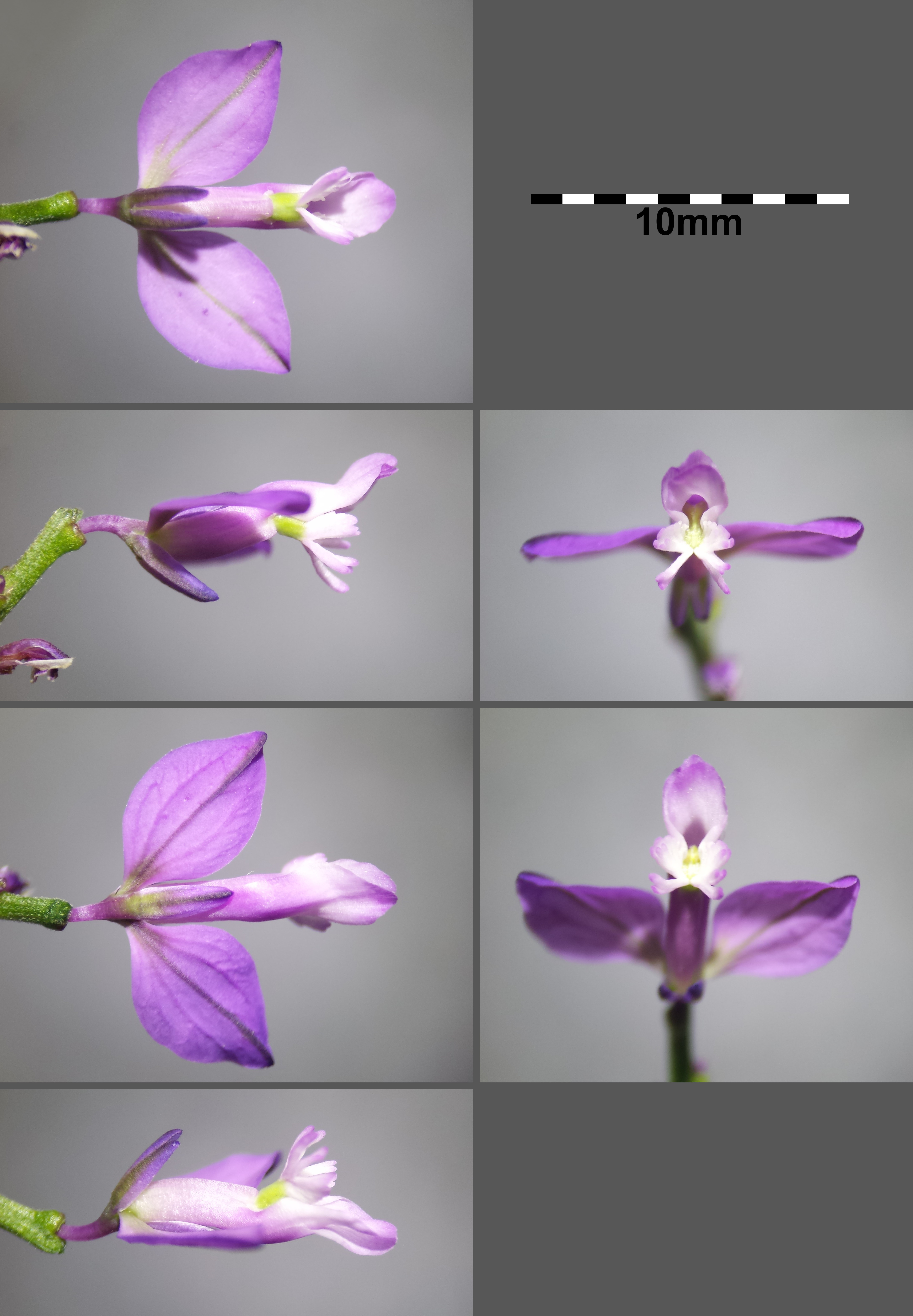
Blüte

### Vegetative Merkmale
Die Schopfige Kreuzblume ist eine sommergrüne, ausdauernde krautige Pflanze und erreicht Wuchshöhen von 5 bis 30 Zentimetern. Sie bildet eine dünne Pfahlwurzel und ein verzweigtes Rhizom mit fertilen und sterilen Trieben. Die Stängel sind aufsteigend bis aufrecht, meist unverzweigt oder nur am Grund verzweigt.
Die wechselständig angeordneten Laubblätter sind krautig. Die unteren Laubblätter sind nicht in einer Rosette gehäuft. Zum oberen Bereich des Stängels hin werden die Blätter kleiner. Die Blattspreiten der unteren Laubblätter sind schmal spatelförmig bis verkehrt-eiförmig und fallen zur Blütezeit meist ab. Die oberen Blätter sind linealisch bis lineal-lanzettlich und zugespitzt.

### Generative Merkmale
Die Blütezeit reicht von Mai bis August. Viele (15 bis 50) Blüten stehen in einem endständigen, dichten, traubigen Blütenstand zusammen. Anfangs ist der Blütenstand kegelförmig und wird später zylindrisch. Die Tragblätter sind lineal-lanzettlich, deutlich länger (zwei- bis dreimal so lang) als der Blütenstiel und überragen die Blütenknospen vor dem Aufblühen um über 1 Millimeter. Die Tragblätter sind bewimpert und zur Anthese meist vorhanden. Die Tragblätter überragen die Knospen, dadurch wirkt die Blütenstandsspitze schopfig, daher der Trivialname Schopf-Kreuzblümchen und das Artepitheton comosa.
Die zwittrigen Blüten sind zygomorph mit doppelter Blütenhülle. Die Blütenhüllblätter sind rosafarben, selten auch blau oder weiß. Die Flügel sind 3,5 bis, meist 4 bis 6 Millimeter lang sowie 2 bis, meist 2,5 bis 4 Millimeter breit, und besitzen ein bis drei Nerven. Zur Fruchtzeit haben sie null bis sechs Netzmaschen und die Nervatur ist undeutlich. Die Krone ist 4,5 bis 8 Millimeter lang, dabei so lang oder etwas länger als die Flügel. Das Anhängsel des unteren Kronblattes hat 14 bis 30 (bis 35) Fransen. 
Die bei einer Länge von etwa 5 Millimetern verkehrt-herzförmige Kapselfrucht hat einen keilförmigen Grund. Die Frucht ist kürzer als die Flügel und besitzt einen rund 0,5 Millimeter breiten Flügel. Die Samen haben behaarte Anhängsel, der seitliche Lappen ist rund ein Drittel so lang wie der Same. 
Die Chromosomenzahl beträgt 2n = 28, 28–32 oder 34.

## Ökologie
Bei der Schopfigen Kreuzblume handelt es sich um einen skleromorphen, mesomorphen Hemikryptophyten.
Blütenökologisch handelt sich um eine nektarführende Schmetterlingsblume. Die Bestäubung erfolgt durch Bienen und Schmetterlinge.
Es handelt sich um einen Windstreuer, die freien Samen werden zusätzlich von Ameisen verschleppt.

## Vorkommen
Die Schopfige Kreuzblume ist in den submeridionalen bis temperaten Gebieten des subozeanisch getönten Europa beheimatet. Sie kommt in Mitteleuropa vor. In Deutschland ist sie im Süden verbreitet, im Norden selten bis fehlend. In Österreich kommt sie in allen Bundesländern vor und ist im Allgemeinen häufig, ist aber in der Böhmischen Masse, im nördlichen Alpenvorland und im Pannonischen Raum gefährdet.
Sie wächst in Kalktrocken- und Halbtrockenrasen und ist eine Klassencharakterart der Festuca-Brometea mit dem Schwerpunkt im Mesobromion. Sie kommt von der collinen bis zur subalpinen Höhenstufe vor. Sie steigt im Gebiet des Grossen St. Bernhard bis 2200 Meter Meereshöhe auf.
Die ökologischen Zeigerwerte nach Landolt et al. 2010 sind in der Schweiz: Feuchtezahl F = 2w (mäßig trocken aber mäßig wechselnd), Lichtzahl L = 4 (hell), Reaktionszahl R = 4 (neutral bis basisch), Temperaturzahl T = 3+ (unter-montan und ober-kollin), Nährstoffzahl N = 2 (nährstoffarm), Kontinentalitätszahl K = 4 (subkontinental).